# Eulalia leschenaultiana
Eulalia leschenaultiana är en gräsart som först beskrevs av Joseph Decaisne, och fick sitt nu gällande namn av Jisaburo Ohwi. Eulalia leschenaultiana ingår i släktet Eulalia och familjen gräs. Inga underarter finns listade i Catalogue of Life.